# Conophytum bachelorum
Conophytum bachelorum är en isörtsväxtart som beskrevs av Steven A. Hammer. Conophytum bachelorum ingår i släktet Conophytum, och familjen isörtsväxter. Inga underarter finns listade i Catalogue of Life.